# Орба-Павлово
О́рба-Па́влово (рос. Орба-Павлово, чув. Орпа Павлово) — присілок у Чувашії Російської Федерації, у складі Іваньковського сільського поселення Ядринського району.
Населення — 62 особи (2010; 80 в 2002, 146 в 1979, 231 в 1939, 226 в 1926, 106 в 1897, 39 в 1858). Національний склад — чуваші та росіяни.

## Історія
До 1866 року селяни мали статус державних, займались землеробством, тваринництвом. 1930 року відкрито початкову школу. 1931 року створено колгосп «імені Молотова». До 22 липня 1920 року присілок перебував у складі Малокарачкінської волості Козьмодемьянського, до 5 жовтня 1920 року — Чебоксарського, а з до 1927 року — Ядринського повітів. Після переходу 1927 року на райони — у складі Ядринського району.